# Разгорт (Удорский район)
Ра́згорт — деревня в Удорском районе Республики Коми в составе городского поселения Усогорск.

## География
Расположено на левом берегу реки Мезень на расстоянии примерно в 8 км по прямой на запад от районного центра села Кослан.

## История
Известна с 1586 года как деревня Разварга, в 1678 году Разворга, в 1859 Разгортская (Разгорт). Была административным центром Разгортской волости II стана Яренского уезда Вологодской губернии.

## Население
Постоянное население составляло 117 человек (коми 92 %) в 2002 году, 100 в 2010.